# Miroceramia westwoodii
Miroceramia westwoodii (Syn.: Miroceramia pterobrimus) ist die einzige Art der Gattung Miroceramia der Gespenstschrecken-Familie Heteropterygidae.

## Morphologie
Die Art und damit auch die Gattung unterscheiden sich von allen anderen Obriminae durch das Vorhandensein von voll ausgebildeten Flügeln, den sehr kurzen und medial erweiterten Mesothorax, der kaum länger als der Prothorax ist, sowie die sehr langen Tarsen, die mehr als halb so lang sind wie die entsprechenden Tibien. Bei den Weibchen ist der abwärts gerichtete sekundäre Legestachel (Ovipositor) einzigartig. Die Eier können von denen verwandter Arten durch deren in Längsrichtung starke Krümmung unterschieden werden, wobei die Kapsel dorsal konvex und ventral konkav ist.
Mit etwa 4,6 cm im männlichen und 7,0 bis 7,3 cm Körperlänge im weiblichen Geschlecht ist Miroceramia westwoodii eine mittelgroße Obriminae-Art. Ihr auffälligstes Merkmal ist das Vorhandensein von Flügeln in beiden Geschlechtern. Der Thorax ist auf der Oberfläche des Pro- und Mesonotums, sowie der Pleuren stachlig. Das Pronotum ist trapezförmig und am vorderen Rand viel schmaler als hinten. Der Mesothorax ist auffällig verkürzt und nur etwa 1,2 mal länger als der Prothorax. Die Fühler sind lang und schlank. Sie bestehen aus 26 Segmenten. Sowohl Vorder- als auch Hinterflügel sind vorhanden, wobei die Hinterflügel die vorderen überragen. Die Vorderflügel sind als Tegmina ausgebildet und erreichen ungefähr zwei Drittel der Länge der Hinterflügel (Alae). Die Hinterflügel reichen bis zum sechsten oder siebten Segment des Abdomens. Die Tegmina sind länglich und werden zum Ende hin schmaler. An der Basis sind sie stark konvex und mit zwei Stacheln bestückt. Die Hinterflügel sind im Analfeld ocker und durchscheinend. Laut einer Notiz von M.J.D. Brendell auf dem Etikett eines von ihm im Manusela-Nationalpark in Seram gesammelten Männchens, welches im Natural History Museum hinterlegt ist, sind diese Tiere zur Stridulation mittels der Flügel in der Lage. Bei den Weibchen sind die Segmente zwei bis vier des Abdomens ungefähr gleich breit und etwa doppelt so breit wie lang. Die dahinter liegenden Segmente verjüngen sich allmählich zur Spitze hin. Der sekundäre Legestachel ist lang und stark nach unten gekrümmt. Sein oberer Anteil, das Epiprokt ist stumpf und kürzer als der untere. Der längere, untere Anteil des Legestachels, die Subgenitalplatte endet spitz. Das Abdomen der Männchen ist annähernd parallel. Ihr zweites bis siebtes Segment ist jeweils fast gleich breit und etwas breiter als lang. An den hinteren, äußeren Ecken sind die Segmente spitz und auf dem zweiten bis fünften Segment befindet sich ein schlanker Stachel.

## Verbreitung
Die wenigen, bisher gefundenen Vertreter der Art stammen aus dem Gebiet der Wallace-Linie, genauer von der Molukken-Insel Seram und aus dem Norden Sulawesis.

## Systematik
Die Art wurde 1865 von Henry Walter Bates als Heteropteryx westwoodii beschrieben. Das Artepitheton ist John Obadiah Westwood gewidmet. Als Holotypus ist ein adultes Weibchen in der zoologischen Sammlung des Oxford University Museum of Natural History hinterlegt. William Forsell Kirby überstellte die Art 1904 in die von ihm aufgestellte Gattung Haaniella.
Klaus Günther beschrieb 1934 anhand eines männlichen Holotypus eine Art namens Miroceramia pterobrimus. Der Artname pterobrimus bedeutet geflügelte Obrimus und weist sowohl auf die Nähe zu den bereits bekannten Vertretern der Obriminae hin, als auch auf die Besonderheit dieser Art, nämlich das Vorhandensein von Flügeln. Der Holotypus ist am Museum für Tierkunde Dresden hinterlegt.
Philip Edward Bragg stellte 1998 Miroceramia pterobrimus als Synonym zu Haaniella westwoodii. Da er die Art synonymisierte, aber die Gattung gültig blieb, ergab sich der neu kombinierte Name Miroceramia westwoodii. Typusart für die Gattung Miroceramia ist die synonymisierte Miroceramia pterobrimus.
Aufgrund der deutlichen Unterschiede von Miroceramia westwoodii zu fast allen anderen Obriminae, errichtete Oliver Zompro 2004 für diese Art die Tribus Miroceramiini. In diese ordnete er auch die monotypische Gattung Mearnsiana ein, welche bis dato nur vom juvenilen, weiblichen Holotypus von Mearnsiana bullosa bekannt war. Nachdem deren auch adult unflügelte Imagines bekannt geworden sind und nach genauerem Vergleich von deren Morphologie, wurde Mearnsiana bullosa 2016 in die Tribus Obrimini überführt. Dadurch wurde die Tribus Miroceramiini zunächst monotypisch, bevor sie sie nach Veröffentlichung von genetischen Untersuchungen 2021 als Synonym zu den Obrimini gestellt wurde. Als Schwestergattung wurde die ebenfalls monotypische Gattung Pterobrimus identifiziert.